# Treichl (Familie)
Die Familie Treichl ist eine Wiener Familie des Großbürgertums mit zum Teil salzburgisch-bäuerlichen, zum Teil adeligen und zum Teil jüdischen Wurzeln. Zu ihren Mitgliedern zählen:
- Heinrich Treichl (1913–2014), österreichischer Bankmanager und 1970–81 Vorstandsvorsitzender der Creditanstalt
- Helga Treichl (1920–1995), Ehefrau von Heinrich Treichl, Tochter von Hilde Ullstein, der Enkelin des Verlagsgründers Leopold Ullstein.
- Wolfgang Treichl (* 1915; † 1944 oder 1945), jüngerer Bruder Heinrich Treichls und österreichischer Widerstandskämpfer gegen das NS-Regime.

Weiters die Söhne von Heinrich und Helga Treichl
- Andreas Treichl (* 1952), österreichischer Bankmanager (ehemaliger Generaldirektor der Erste Group)
- Michael Treichl (1948–2017), Finanzinvestor in London

sowie die Frau von Andreas Treichl,
- Desirée Treichl-Stürgkh (* 1964), bekannt als Organisatorin des Wiener Opernballes, vgl. Stürgkh.